# Quinto Articuleyo Petino
Quinto Articuleyo Petino (en latín: Quintus Articuleius Paetinus) fue un senador romano, que vivió a finales del siglo I y comienzos del siglo II, que desarrolló su cursus honorum bajo los imperios de Nerva, Trajano y Adriano. 

## Carrera
Bajo Adriano, fue consul ordinarius en el año 123 junto con Lucio Venuleyo Aproniano Octavio Prisco, su único cargo conocido.